# Mira (Portugal)
Mira ist eine Kleinstadt (Vila) in Portugal. Mit dem zugehörigen Fischerort Praia de Mira liegt sie am Atlantischen Ozean. Die Entfernung zur südöstlich gelegenen Stadt Coimbra beträgt etwa 38 Kilometer.

## Geschichte
Die Gemeinde wurde 1442 durch einen Erlass des Regenten Peter von Portugal gegründet. Volles Stadtrecht wurde ihr im Jahre 1514 von König Manuel I. verliehen.

## Verwaltung

### Kreis
Mira ist Sitz eines gleichnamigen Kreises (Concelho) im Distrikt Coimbra. Am 19. April 2021 hatte der Kreis 12.113 Einwohner auf einer Fläche von 124,0 km².
Die Nachbarkreise sind Vagos im Norden sowie Cantanhede im Osten und Süden; im Westen liegt der Atlantische Ozean.
Die folgenden Gemeinden (Freguesias) liegen im Kreis Mira: 

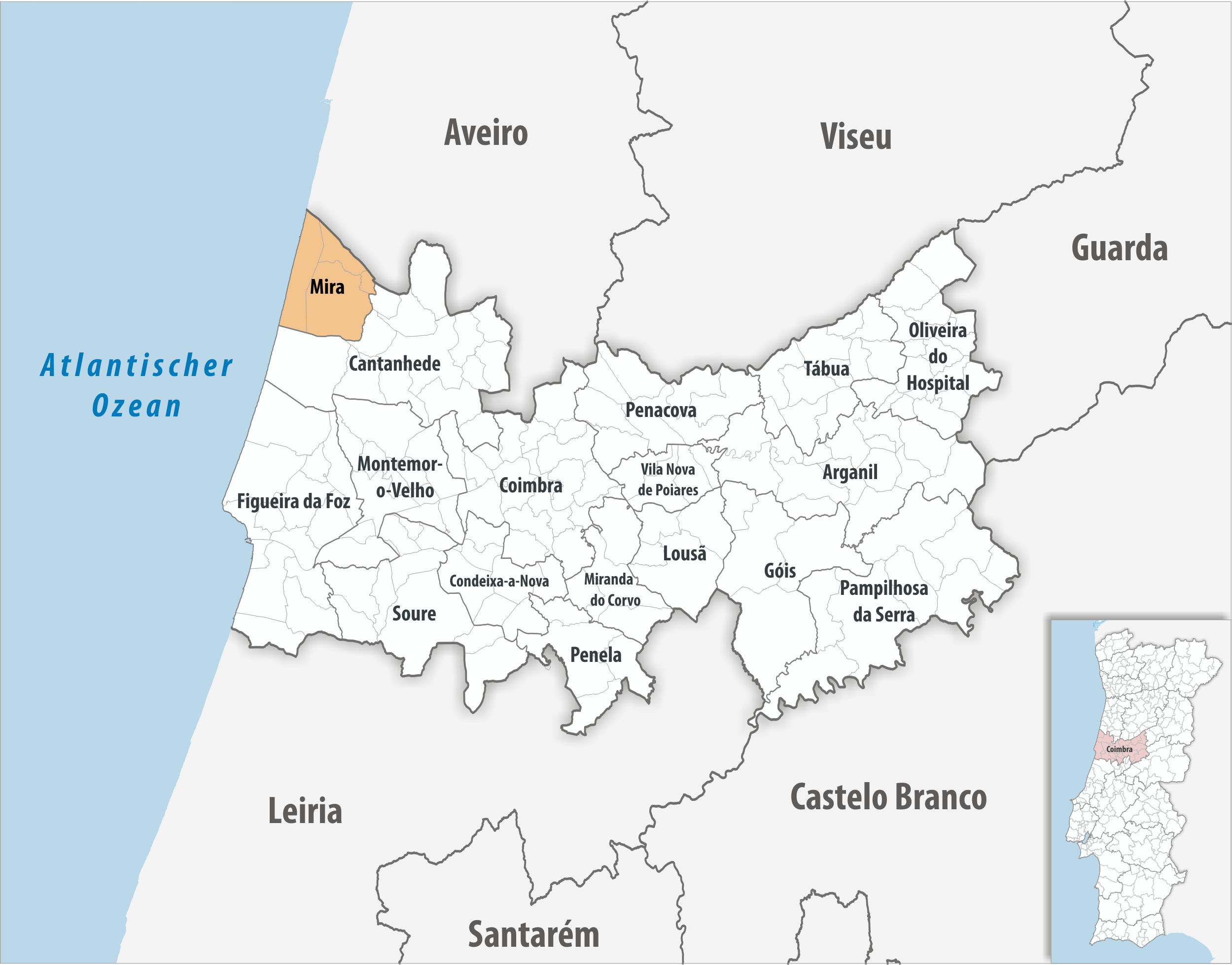
Kreis Mira

| Gemeinde      | Einwohner (2021) | Fläche km² | Dichte Einw./km² | LAU- Code |
| ------------- | ---------------- | ---------- | ---------------- | --------- |
| Carapelhos    | 656              | 4,38       | 150              | 060803    |
| Mira          | 6.958            | 63,14      | 110              | 060801    |
| Praia de Mira | 3.246            | 40,28      | 81               | 060804    |
| Seixo         | 1.253            | 16,23      | 77               | 060802    |
| Kreis Mira    | 12.113           | 124,03     | 98               | 0608      |

### Bevölkerungsentwicklung
| Einwohnerzahl im Kreis Mira | Einwohnerzahl im Kreis Mira | Einwohnerzahl im Kreis Mira | Einwohnerzahl im Kreis Mira | Einwohnerzahl im Kreis Mira | Einwohnerzahl im Kreis Mira | Einwohnerzahl im Kreis Mira | Einwohnerzahl im Kreis Mira | Einwohnerzahl im Kreis Mira | Einwohnerzahl im Kreis Mira |
| 1801                        | 1849                        | 1900                        | 1930                        | 1960                        | 1981                        | 1991                        | 2001                        | 2004                        | 2011                        |
| --------------------------- | --------------------------- | --------------------------- | --------------------------- | --------------------------- | --------------------------- | --------------------------- | --------------------------- | --------------------------- | --------------------------- |
| 4.572                       | 8.964                       | 8.075                       | 9.671                       | 13.384                      | 13.299                      | 13.257                      | 12.872                      | 13.144                      | 12.363                      |

### Kommunaler Feiertag
- 25. Juli

### Städtepartnerschaften
- Lagny-sur-Marne (Île-de-France), Frankreich

## Wirtschaft
Das wirtschaftliche Leben von Mira ist geprägt von der Landwirtschaft sowie von Fischfang / Aquakultur und Tourismus in Praia de Mira, wo es lange Sandstrände gibt.

## Verkehr
Mira ist über die Autobahn A17 (Auto-Estrada do Litoral Centro) an das Fernstraßennetz des Landes angeschlossen.
Der Ort ist in das landesweite Fernbusnetz der Rede Expressos eingebunden.
Bis zur Aussetzung der Strecke Ramal da Figueira da Foz 2009 bestand im 17 km östlich gelegenen Cantanhede der nächste Eisenbahnanschluss. Eine Wiedereröffnung nach der 2009 begonnenen Sanierung der Strecke war geplant, ist jedoch seit der Wirtschaftskrise Portugals in Folge der internationalen Finanzkrise ab 2007 vorerst nicht angekündigt.

## Söhne und Töchter der Stadt
- Manuel Pelino Domingues (* 1941), emeritierter Bischof von Santarém